# باعرقة (السوم)

تعديل مصدري - تعديل

باعرقة هي إحدى قرى عزلة السوم بمديرية السوم التابعة لمحافظة حضرموت، بلغ تعداد سكانها 110 نسمة حسب تعداد اليمن لعام 2004.